# Élections départementales de 2015 dans les Hautes-Pyrénées
Les élections départementales ont lieu les 22 et 29 mars 2015.

## Contexte départemental

### Assemblée départementale sortante
Avant les élections, le conseil général des Hautes-Pyrénées est présidé par Michel Pélieu (PRG). Il comprend 34 conseillers généraux issus des 34 cantons des Hautes-Pyrénées. Après le redécoupage cantonal de 2014, ce sont 34 conseillers départementaux qui seront élus au sein des 17 nouveaux cantons des Hautes-Pyrénées.
| Parti                             | Sigle | Sigle | Élus |
| --------------------------------- | ----- | ----- | ---- |
| Majorité (32 sièges)              |       |       |      |
| Parti radical de gauche           |       | PRG   | 17   |
| Parti socialiste                  |       | PS    | 14   |
| Parti communiste français         |       | PCF   | 1    |
| Opposition (2 sièges)             |       |       |      |
| Union pour un mouvement populaire |       | UMP   | 2    |
| Président du conseil général      |       |       |      |
| Michel Pélieu (PRG)               |       |       |      |

### Assemblée départementale élue
| Parti                                | Sigle | Sigle | Élus |
| ------------------------------------ | ----- | ----- | ---- |
| Majorité (26 sièges)                 |       |       |      |
| Parti radical de gauche              |       | PRG   | 15   |
| Parti socialiste                     |       | PS    | 8    |
| Parti communiste français            |       | PCF   | 2    |
| Divers gauche                        |       | DVG   | 1    |
| Opposition (8 sièges)                |       |       |      |
| Union pour un mouvement populaire    |       | UMP   | 3    |
| Divers droite                        |       | DVD   | 3    |
| Union des démocrates et indépendants |       | UDI   | 2    |
| Président du conseil départemental   |       |       |      |
| Michel Pélieu (PRG)                  |       |       |      |

## Résultats à l'échelle du département

### Résultats par nuances du ministère de l'Intérieur
Les nuances utilisées par le ministère de l'Intérieur ne tiennent pas compte des alliances locales.
| Binômes     | Binômes            | Premier tour | Premier tour | Second tour | Second tour | Sièges |
| Binômes     | Binômes            | Voix         | %            | Voix        | %           | Sièges |
| ----------- | ------------------ | ------------ | ------------ | ----------- | ----------- | ------ |
|             | PS                 | 14 598       | 16,06        | 17 805      | 21,90       | 6      |
|             | FG                 | 13 341       | 14,68        | 2 544       | 3,13        | 2      |
|             | PRG                | 12 861       | 14,15        | 18 780      | 23,10       | 10     |
|             | Union de la gauche | 10 009       | 11,01        | 8 565       | 10,54       | 6      |
|             | DVG                | 4 295        | 4,73         | 6 843       | 8,42        | 2      |
|             | EÉLV               | 652          | 0,72         |             |             |        |
| Gauche      | Gauche             | 55 756       | 61,35        | 54 537      | 67,09       | 26     |
|             |                    |              |              |             |             |        |
|             | Union de la droite | 13 770       | 15,15        | 15 922      | 19,59       | 4      |
|             | DVD                | 6 356        | 6,99         | 7 690       | 9,46        | 4      |
| Droite      | Droite             | 20 126       | 22,14        | 23 612      | 29,05       | 8      |
|             |                    |              |              |             |             |        |
|             | FN                 | 14 470       | 15,92        | 3 138       | 3,86        | 0      |
|             |                    |              |              |             |             |        |
|             | Divers             | 539          | 0,59         |             |             |        |
|             |                    |              |              |             |             |        |
| Inscrits    | Inscrits           | 178 007      | 100,00       | 167 271     | 100,00      |        |
| Abstentions | Abstentions        | 80 719       | 45,35        | 75 848      | 45,34       |        |
| Votants     | Votants            | 97 288       | 54,65        | 91 423      | 54,66       |        |
| Blancs      | Blancs             | 4 479        | 4,60         | 6 047       | 6,61        |        |
| Nuls        | Nuls               | 1 918        | 1,97         | 4 089       | 4,47        |        |
| Exprimés    | Exprimés           | 90 891       | 93,42        | 81 287      | 88,91       |        |

### Résultats par canton
| Canton                             | Conseiller sortant       | Parti                 | Parti       | Conseiller élu         | Parti           | Parti           |
| ---------------------------------- | ------------------------ | --------------------- | ----------- | ---------------------- | --------------- | --------------- |
| Argelès-Gazost                     | Georges Azavant*         |                       | PRG         | Canton supprimé        | Canton supprimé | Canton supprimé |
| Arreau                             | Jean-Louis Anglade*      |                       | PRG         | Canton supprimé        | Canton supprimé | Canton supprimé |
| Aucun                              | Marc Léo*                |                       | PRG         | Canton supprimé        | Canton supprimé | Canton supprimé |
| Aureilhan                          | Jean Glavany             |                       | PS          | Jean Glavany           |                 | PS              |
| Aureilhan                          | Jean Glavany             | Genevière Isson       | PS          |                        | PS              |                 |
| Bagnères-de-Bigorre                | Nicole Darrieutort       |                       | PRG         | Canton supprimé        | Canton supprimé | Canton supprimé |
| La Barthe-de-Neste                 | Maurice Loudet*          |                       | PS          | Canton supprimé        | Canton supprimé | Canton supprimé |
| Bordères-Louron                    | Michel Pélieu            |                       | PRG         | Canton supprimé        | Canton supprimé | Canton supprimé |
| Bordères-sur-l'Échez               | Jean Buron               |                       | PCF         | Jean Buron             |                 | PCF             |
| Bordères-sur-l'Échez               | Jean Buron               | Andrée Souquet        | PCF         |                        | PCF             |                 |
| Campan                             | Jacques Brune            |                       | PRG         | Canton supprimé        | Canton supprimé | Canton supprimé |
| Castelnau-Magnoac                  | Bernard Verdier          |                       | PRG         | Canton supprimé        | Canton supprimé | Canton supprimé |
| Castelnau-Rivière-Basse            | Francis Dutour*          |                       | PRG         | Canton supprimé        | Canton supprimé | Canton supprimé |
| Les Coteaux                        | Canton créé              | Canton créé           | Canton créé | Monique Lamon          |                 | PRG             |
| Les Coteaux                        | Canton créé              | Canton créé           | Canton créé | Bernard Verdier        |                 | PRG             |
| Galan                              | Jeanine Dubié*           |                       | PRG         | Canton supprimé        | Canton supprimé | Canton supprimé |
| La Haute-Bigorre                   | Canton créé              | Canton créé           | Canton créé | Jacques Brune          |                 | PRG             |
| La Haute-Bigorre                   | Canton créé              | Canton créé           | Canton créé | Nicole Darrieutort     |                 | PRG             |
| Laloubère                          | Gérard Boube*            |                       | PS          | Canton supprimé        | Canton supprimé | Canton supprimé |
| Lannemezan                         | Henri Forgues*           |                       | PS          | Canton supprimé        | Canton supprimé | Canton supprimé |
| Lourdes-Est                        | Josette Bourdeu          |                       | PRG         | Canton supprimé        | Canton supprimé | Canton supprimé |
| Lourdes-Ouest                      | José Marthe              |                       | UMP         | Canton supprimé        | Canton supprimé | Canton supprimé |
| Lourdes-1                          | Canton créé              | Canton créé           | Canton créé | Adeline Ayela          |                 | DVD             |
| Lourdes-1                          | Canton créé              | Canton créé           | Canton créé | José Marthe            |                 | UMP             |
| Lourdes-2                          | Canton créé              | Canton créé           | Canton créé | Josette Bourdeu        |                 | PRG             |
| Lourdes-2                          | Canton créé              | Canton créé           | Canton créé | Bruno Vinuales         |                 | PRG             |
| Luz-Saint-Sauveur                  | Jacques Béhague          |                       | UMP         | Canton supprimé        | Canton supprimé | Canton supprimé |
| Maubourguet                        | Jean Guilhas             |                       | PS          | Canton supprimé        | Canton supprimé | Canton supprimé |
| Mauléon-Barousse                   | François Fortassin*      |                       | PRG         | Canton supprimé        | Canton supprimé | Canton supprimé |
| Moyen Adour                        | Canton créé              | Canton créé           | Canton créé | Isabelle Loubradou     |                 | DVG             |
| Moyen Adour                        | Canton créé              | Canton créé           | Canton créé | Jean-Christian Pedeboy |                 | PRG             |
| Neste, Aure et Louron              | Canton créé              | Canton créé           | Canton créé | Maryse Beyrié          |                 | PS              |
| Neste, Aure et Louron              | Canton créé              | Canton créé           | Canton créé | Michel Pélieu          |                 | PRG             |
| Ossun                              | Robert Vignes*           |                       | PRG         | Georges Astuguevieille |                 | DVD             |
| Ossun                              | Robert Vignes*           | Catherine Villegas    | PRG         |                        | DVD             |                 |
| Pouyastruc                         | Josiane Bédouret*        |                       | PS          | Canton supprimé        | Canton supprimé | Canton supprimé |
| Rabastens-de-Bigorre               | Roland Dubertrand*       |                       | PRG         | Canton supprimé        | Canton supprimé | Canton supprimé |
| Saint-Laurent-de-Neste             | Josette Durrieu          |                       | PS          | Canton supprimé        | Canton supprimé | Canton supprimé |
| Saint-Pé-de-Bigorre                | Jean-Claude Beaucoueste* |                       | PRG         | Canton supprimé        | Canton supprimé | Canton supprimé |
| Séméac                             | Guy Dufaure*             |                       | PS          | Canton supprimé        | Canton supprimé | Canton supprimé |
| Tarbes-1                           | Jean-Pierre Dubarry*     |                       | PS          | Frédéric Laval         |                 | PS              |
| Tarbes-1                           | Jean-Pierre Dubarry*     | Virginie Siani Wembou | PS          |                        | PS              |                 |
| Tarbes-2                           | Chantal Robin-Rodrigo    |                       | PRG         | Gilles Craspay         |                 | UDI             |
| Tarbes-2                           | -                        | -                     | -           | Andrée Doubrere        |                 | UMP             |
| Tarbes-3                           | Frédéric Laval           |                       | PS          | Laurence Ancien        |                 | UDI             |
| Tarbes-3                           | Frédéric Laval           | David Larrazabal      | PS          |                        | UMP             |                 |
| Tarbes-4                           | Virginie Siani           |                       | PS          | Canton supprimé        | Canton supprimé | Canton supprimé |
| Tarbes-5                           | Jean-Claude Palmade*     |                       | PS          | Canton supprimé        | Canton supprimé | Canton supprimé |
| Tournay                            | André Fourcade           |                       | PRG         | Canton supprimé        | Canton supprimé | Canton supprimé |
| Trie-sur-Baïse                     | Jean-Claude Duzer*       |                       | PS          | Canton supprimé        | Canton supprimé | Canton supprimé |
| Val d'Adour-Rustan-Madiranais      | Canton créé              | Canton créé           | Canton créé | Christiane Autigeon    |                 | PS              |
| Val d'Adour-Rustan-Madiranais      | Canton créé              | Canton créé           | Canton créé | Jean Guilhas           |                 | PS              |
| La Vallée de l'Arros et des Baïses | Canton créé              | Canton créé           | Canton créé | Joëlle Abadie          |                 | PS              |
| La Vallée de l'Arros et des Baïses | Canton créé              | Canton créé           | Canton créé | André Fourcade         |                 | PRG             |
| La Vallée de la Barousse           | Canton créé              | Canton créé           | Canton créé | Laurent Lages          |                 | PRG             |
| La Vallée de la Barousse           | Canton créé              | Canton créé           | Canton créé | Pascale Peraldi        |                 | PRG             |
| La Vallée des Gaves                | Canton créé              | Canton créé           | Canton créé | Louis Armary           |                 | PRG             |
| La Vallée des Gaves                | Canton créé              | Canton créé           | Canton créé | Chantal Robin-Rodrigo  |                 | PRG             |
| Vic-en-Bigorre                     | Claude Miqueu*           |                       | PRG         | Isabelle Lafourcade    |                 | PRG             |
| Vic-en-Bigorre                     | Claude Miqueu*           | Bernard Poublan       | PRG         |                        | PRG             |                 |
| Vielle-Aure                        | Maryse Beyrié            |                       | PS          | Canton supprimé        | Canton supprimé | Canton supprimé |

* Conseillers généraux sortants ne se représentant pas

## Résultats par canton

### Canton d'Aureilhan
| Candidats            | Candidats               | Partis      | Partis      | Premier tour | Premier tour | Second tour | Second tour |
| Candidats            | Candidats               | Partis      | Partis      | Voix         | %            | Voix        | %           |
| -------------------- | ----------------------- | ----------- | ----------- | ------------ | ------------ | ----------- | ----------- |
| 1                    | Régine Poux             |             | UMP         | 796          | 13,57        |             |             |
| 1                    | Éric Stéphan            |             | DVD         | 796          | 13,57        |             |             |
| 2                    | Jean Glavany*           |             | PS          | 2 252        | 38,38        | 3 886       | 70,54       |
| 2                    | Geneviève Isson         |             | PS          | 2 252        | 38,38        | 3 886       | 70,54       |
| 3                    | Gilles Delasalle        |             | FN          | 1 248        | 21,27        | 1 623       | 29,46       |
| 3                    | Reine Padioleau         |             | FN          | 1 248        | 21,27        | 1 623       | 29,46       |
| 4                    | Will Mael Nyamat        |             | DVD         | 323          | 5,51         |             |             |
| 4                    | Christine Pujade        |             | DVD         | 323          | 5,51         |             |             |
| 5                    | Érick Barrouquère-Theil |             | FG          | 1 248        | 21,27        |             |             |
| 5                    | Simone Gasquet          |             | FG          | 1 248        | 21,27        |             |             |
|                      |                         |             |             |              |              |             |             |
| Inscrits             | Inscrits                | Inscrits    | Inscrits    | 11 602       | 100,00       | 11 603      | 100,00      |
| Abstentions          | Abstentions             | Abstentions | Abstentions | 5 368        | 46,27        | 5 352       | 46,13       |
| Votants              | Votants                 | Votants     | Votants     | 6 234        | 53,73        | 6 251       | 53,87       |
| Blancs               | Blancs                  | Blancs      | Blancs      | 235          | 3,77         | 469         | 7,5         |
| Nuls                 | Nuls                    | Nuls        | Nuls        | 132          | 2,12         | 273         | 4,37        |
| Exprimés             | Exprimés                | Exprimés    | Exprimés    | 5 867        | 94,11        | 5 509       | 88,13       |
| * conseiller sortant |                         |             |             |              |              |             |             |

### Canton de Bordères-sur-l'Échez
| Candidats            | Candidats        | Partis      | Partis      | Premier tour | Premier tour | Second tour | Second tour |
| Candidats            | Candidats        | Partis      | Partis      | Voix         | %            | Voix        | %           |
| -------------------- | ---------------- | ----------- | ----------- | ------------ | ------------ | ----------- | ----------- |
| 1                    | Bernard Lacoste  |             | PS          | 1 233        | 23,04        |             |             |
| 1                    | Cécile Lejaille  |             | PS          | 1 233        | 23,04        |             |             |
| 2                    | Christian Paul   |             | DVG         | 1 326        | 24,78        | 2 183       | 46,18       |
| 2                    | Gisèle Verdeil   |             | DVG         | 1 326        | 24,78        | 2 183       | 46,18       |
| 3                    | Jean Buron*      |             | FG          | 1 548        | 28,93        | 2 544       | 53,82       |
| 3                    | Andrée Souquet   |             | FG          | 1 548        | 28,93        | 2 544       | 53,82       |
| 4                    | Franck Padioleau |             | FN          | 1 244        | 23,25        |             |             |
| 4                    | Muriel Pinotti   |             | FN          | 1 244        | 23,25        |             |             |
|                      |                  |             |             |              |              |             |             |
| Inscrits             | Inscrits         | Inscrits    | Inscrits    | 10 349       | 100,00       | 10 349      | 100,00      |
| Abstentions          | Abstentions      | Abstentions | Abstentions | 4 587        | 44,32        | 4 760       | 45,99       |
| Votants              | Votants          | Votants     | Votants     | 5 762        | 55,68        | 5 589       | 54,01       |
| Blancs               | Blancs           | Blancs      | Blancs      | 238          | 4,13         | 417         | 7,46        |
| Nuls                 | Nuls             | Nuls        | Nuls        | 173          | 3            | 445         | 7,96        |
| Exprimés             | Exprimés         | Exprimés    | Exprimés    | 5 351        | 92,87        | 4 727       | 84,58       |
| * conseiller sortant |                  |             |             |              |              |             |             |

### Canton des Coteaux
| Candidats   | Candidats           | Partis      | Partis      | Premier tour | Premier tour | Second tour | Second tour |
| Candidats   | Candidats           | Partis      | Partis      | Voix         | %            | Voix        | %           |
| ----------- | ------------------- | ----------- | ----------- | ------------ | ------------ | ----------- | ----------- |
| 1           | Monique Lamon       |             | PRG         | 2 610        | 47,93        | 3 165       | 64,99       |
| 1           | Bernard Verdier     |             | PRG         | 2 610        | 47,93        | 3 165       | 64,99       |
| 2           | André Dossat        |             | FG          | 618          | 11,35        |             |             |
| 2           | Véronique Ducombs   |             | FG          | 618          | 11,35        |             |             |
| 3           | Jean-Pierre Grasset |             | PS          | 1 142        | 20,97        | 1 705       | 35,01       |
| 3           | Elene Tallis        |             | PS          | 1 142        | 20,97        | 1 705       | 35,01       |
| 4           | Serge Coulaud       |             | FN          | 1 075        | 19,74        |             |             |
| 4           | Michelle Siméon     |             | FN          | 1 075        | 19,74        |             |             |
|             |                     |             |             |              |              |             |             |
| Inscrits    | Inscrits            | Inscrits    | Inscrits    | 9 554        | 100,00       | 9 554       | 100,00      |
| Abstentions | Abstentions         | Abstentions | Abstentions | 3 703        | 38,76        | 3 907       | 40,89       |
| Votants     | Votants             | Votants     | Votants     | 5 851        | 61,24        | 5 647       | 59,11       |
| Blancs      | Blancs              | Blancs      | Blancs      | 337          | 5,76         | 514         | 9,1         |
| Nuls        | Nuls                | Nuls        | Nuls        | 69           | 1,18         | 263         | 4,66        |
| Exprimés    | Exprimés            | Exprimés    | Exprimés    | 5 445        | 93,06        | 4 870       | 86,24       |

### Canton de la Haute-Bigorre
| Candidats            | Candidats                | Partis      | Partis      | Premier tour | Premier tour | Second tour | Second tour |
| Candidats            | Candidats                | Partis      | Partis      | Voix         | %            | Voix        | %           |
| -------------------- | ------------------------ | ----------- | ----------- | ------------ | ------------ | ----------- | ----------- |
| 1                    | Cécile Bourdeu D'aguerre |             | EÉLV        | 380          | 6,53         |             |             |
| 1                    | Jean-Marc Luce           |             | EÉLV        | 380          | 6,53         |             |             |
| 2                    | Isabelle Vaquie          |             | PS          | 1 247        | 21,44        | 1 932       | 36,35       |
| 2                    | Philippe Viau            |             | PS          | 1 247        | 21,44        | 1 932       | 36,35       |
| 3                    | Bernard Aragnou          |             | FG          | 895          | 15,39        |             |             |
| 3                    | Angélique Sidou          |             | FG          | 895          | 15,39        |             |             |
| 4                    | Jacques Brune*           |             | PRG         | 2 331        | 40,07        | 3 383       | 63,65       |
| 4                    | Nicole Darrieutort       |             | PRG         | 2 331        | 40,07        | 3 383       | 63,65       |
| 5                    | Éric Grau                |             | DVD         | 964          | 16,57        |             |             |
| 5                    | Simone Laguerre          |             | DVD         | 964          | 16,57        |             |             |
|                      |                          |             |             |              |              |             |             |
| Inscrits             | Inscrits                 | Inscrits    | Inscrits    | 12 582       | 100,00       | 12 582      | 100,00      |
| Abstentions          | Abstentions              | Abstentions | Abstentions | 6 229        | 49,51        | 6 316       | 50,2        |
| Votants              | Votants                  | Votants     | Votants     | 6 353        | 50,49        | 6 266       | 49,8        |
| Blancs               | Blancs                   | Blancs      | Blancs      | 406          | 6,39         | 547         | 8,73        |
| Nuls                 | Nuls                     | Nuls        | Nuls        | 130          | 2,05         | 404         | 6,45        |
| Exprimés             | Exprimés                 | Exprimés    | Exprimés    | 5 817        | 91,56        | 5 315       | 84,82       |
| * conseiller sortant |                          |             |             |              |              |             |             |

### Canton de Lourdes-1
| Candidats   | Candidats                 | Partis      | Partis      | Premier tour | Premier tour | Second tour | Second tour |
| Candidats   | Candidats                 | Partis      | Partis      | Voix         | %            | Voix        | %           |
| ----------- | ------------------------- | ----------- | ----------- | ------------ | ------------ | ----------- | ----------- |
| 1           | Adeline Ayela             |             | DVD         | 2 109        | 42,86        | 2 913       | 61,08       |
| 1           | José Marthe               |             | UMP         | 2 109        | 42,86        | 2 913       | 61,08       |
| 2           | Michel Cassagne           |             | FG          | 346          | 7,03         |             |             |
| 2           | Marie-Laure Eydeli-Buffat |             | FG          | 346          | 7,03         |             |             |
| 3           | Madeleine Navarro         |             | DVG         | 1 371        | 27,86        | 1 856       | 38,92       |
| 3           | Philippe Subercazes       |             | DVG         | 1 371        | 27,86        | 1 856       | 38,92       |
| 4           | Christian Cotet           |             | FN          | 1 095        | 22,25        |             |             |
| 4           | Chantal Louchart          |             | FN          | 1 095        | 22,25        |             |             |
|             |                           |             |             |              |              |             |             |
| Inscrits    | Inscrits                  | Inscrits    | Inscrits    | 10 047       | 100,00       | 10 047      | 100,00      |
| Abstentions | Abstentions               | Abstentions | Abstentions | 4 784        | 47,62        | 4 726       | 47,04       |
| Votants     | Votants                   | Votants     | Votants     | 5 263        | 52,38        | 5 321       | 52,96       |
| Blancs      | Blancs                    | Blancs      | Blancs      | 200          | 3,8          | 287         | 5,39        |
| Nuls        | Nuls                      | Nuls        | Nuls        | 142          | 2,7          | 265         | 4,98        |
| Exprimés    | Exprimés                  | Exprimés    | Exprimés    | 4 921        | 93,5         | 4 769       | 89,63       |

### Canton de Lourdes-2
| Candidats            | Candidats             | Partis      | Partis      | Premier tour | Premier tour | Second tour | Second tour |
| Candidats            | Candidats             | Partis      | Partis      | Voix         | %            | Voix        | %           |
| -------------------- | --------------------- | ----------- | ----------- | ------------ | ------------ | ----------- | ----------- |
| 1                    | Marie-Noëlle Assouère |             | UMP         | 1 236        | 28,80        | 1 875       | 45          |
| 1                    | Sylvain Peretto       |             | UMP         | 1 236        | 28,80        | 1 875       | 45          |
| 2                    | Christian Agius       |             | SE          | 161          | 3,75         |             |             |
| 2                    | Danielle Segarra      |             | SE          | 161          | 3,75         |             |             |
| 3                    | Monique Goudenne      |             | FG          | 269          | 6,27         |             |             |
| 3                    | Didier Laurens        |             | FG          | 269          | 6,27         |             |             |
| 4                    | Alain Ligonnière      |             | FN          | 832          | 19,39        |             |             |
| 4                    | Laurence Monteil      |             | FN          | 832          | 19,39        |             |             |
| 5                    | Josette Bourdeu*      |             | PRG         | 1 793        | 41,79        | 2 292       | 55          |
| 5                    | Bruno Vinuales        |             | PRG         | 1 793        | 41,79        | 2 292       | 55          |
|                      |                       |             |             |              |              |             |             |
| Inscrits             | Inscrits              | Inscrits    | Inscrits    | 8 179        | 100,00       | 8 180       | 100,00      |
| Abstentions          | Abstentions           | Abstentions | Abstentions | 3 594        | 43,94        | 3 520       | 43,03       |
| Votants              | Votants               | Votants     | Votants     | 4 585        | 56,06        | 4 660       | 56,97       |
| Blancs               | Blancs                | Blancs      | Blancs      | 192          | 4,19         | 274         | 5,88        |
| Nuls                 | Nuls                  | Nuls        | Nuls        | 102          | 2,22         | 219         | 4,7         |
| Exprimés             | Exprimés              | Exprimés    | Exprimés    | 4 291        | 93,59        | 4 167       | 89,42       |
| * conseiller sortant |                       |             |             |              |              |             |             |

### Canton du Moyen Adour
| Candidats   | Candidats              | Partis      | Partis      | Premier tour | Premier tour | Second tour | Second tour |
| Candidats   | Candidats              | Partis      | Partis      | Voix         | %            | Voix        | %           |
| ----------- | ---------------------- | ----------- | ----------- | ------------ | ------------ | ----------- | ----------- |
| 1           | Serge Blanchong        |             | FN          | 1 158        | 18,53        |             |             |
| 1           | Geneviève Comont       |             | FN          | 1 158        | 18,53        |             |             |
| 2           | Isabelle Loubradou     |             | PS          | 2 304        | 36,86        | 3 362       | 54,02       |
| 2           | Jean-Christian Pedeboy |             | PRG         | 2 304        | 36,86        | 3 362       | 54,02       |
| 3           | Claude Martin          |             | FG          | 843          | 13,49        |             |             |
| 3           | Carmen Vilanova        |             | FG          | 843          | 13,49        |             |             |
| 4           | Pascale Aubard         |             | UDI         | 1 946        | 31,13        | 2 862       | 45,98       |
| 4           | Jean-Michel Segnere    |             | UMP         | 1 946        | 31,13        | 2 862       | 45,98       |
|             |                        |             |             |              |              |             |             |
| Inscrits    | Inscrits               | Inscrits    | Inscrits    | 11 743       | 100,00       | 11 759      | 100,00      |
| Abstentions | Abstentions            | Abstentions | Abstentions | 5 182        | 44,13        | 5 006       | 42,57       |
| Votants     | Votants                | Votants     | Votants     | 6 561        | 55,87        | 6 753       | 57,43       |
| Blancs      | Blancs                 | Blancs      | Blancs      | 216          | 3,29         | 331         | 4,9         |
| Nuls        | Nuls                   | Nuls        | Nuls        | 94           | 1,43         | 198         | 2,93        |
| Exprimés    | Exprimés               | Exprimés    | Exprimés    | 6 251        | 95,28        | 6 224       | 92,17       |

### Canton de Neste, Aure et Louron
| Candidats            | Candidats                   | Partis      | Partis      | Premier tour | Premier tour |
| Candidats            | Candidats                   | Partis      | Partis      | Voix         | %            |
| -------------------- | --------------------------- | ----------- | ----------- | ------------ | ------------ |
| 1                    | Maryse Beyrié*              |             | PS          | 3 927        | 75,13        |
| 1                    | Michel Pélieu*              |             | PRG         | 3 927        | 75,13        |
| 2                    | Gilbert Dastugue            |             | FG          | 1 300        | 24,87        |
| 2                    | Maryse Delcasso-Klowskowsky |             | FG          | 1 300        | 24,87        |
|                      |                             |             |             |              |              |
| Inscrits             | Inscrits                    | Inscrits    | Inscrits    | 10 755       | 100,00       |
| Abstentions          | Abstentions                 | Abstentions | Abstentions | 4 704        | 43,74        |
| Votants              | Votants                     | Votants     | Votants     | 6 051        | 56,26        |
| Blancs               | Blancs                      | Blancs      | Blancs      | 611          | 10,10        |
| Nuls                 | Nuls                        | Nuls        | Nuls        | 213          | 3,52         |
| Exprimés             | Exprimés                    | Exprimés    | Exprimés    | 5 227        | 86,38        |
| * conseiller sortant |                             |             |             |              |              |

### Canton d'Ossun
| Candidats   | Candidats              | Partis      | Partis      | Premier tour | Premier tour | Second tour | Second tour |
| Candidats   | Candidats              | Partis      | Partis      | Voix         | %            | Voix        | %           |
| ----------- | ---------------------- | ----------- | ----------- | ------------ | ------------ | ----------- | ----------- |
| 1           | Émilie Favaro          |             | PRG         | 1 751        | 30,35        | 2 661       | 49,03       |
| 1           | Michel Ricaud          |             | PRG         | 1 751        | 30,35        | 2 661       | 49,03       |
| 2           | Frédéric Cieutat       |             | UMP         | 657          | 11,39        |             |             |
| 2           | Monique Estaun         |             | UMP         | 657          | 11,39        |             |             |
| 3           | Georges Astuguevieille |             | DVD         | 1 477        | 25,6         | 2 766       | 50,97       |
| 3           | Catherine Villegas     |             | DVD         | 1 477        | 25,6         | 2 766       | 50,97       |
| 4           | Hervé Buffat           |             | FG          | 428          | 7,42         |             |             |
| 4           | Ondine Perrier         |             | FG          | 428          | 7,42         |             |             |
| 5           | Laurent Choine         |             | FN          | 1 078        | 18,69        |             |             |
| 5           | Martine Noury          |             | FN          | 1 078        | 18,69        |             |             |
| 6           | Florence de Antoni     |             | SE          | 378          | 6,55         |             |             |
| 6           | Christian Laborde      |             | SE          | 378          | 6,55         |             |             |
|             |                        |             |             |              |              |             |             |
| Inscrits    | Inscrits               | Inscrits    | Inscrits    | 10 168       | 100,00       | 10 175      | 100,00      |
| Abstentions | Abstentions            | Abstentions | Abstentions | 4 109        | 40,41        | 4 179       | 41,07       |
| Votants     | Votants                | Votants     | Votants     | 6 059        | 59,59        | 5 996       | 58,93       |
| Blancs      | Blancs                 | Blancs      | Blancs      | 225          | 3,71         | 357         | 5,95        |
| Nuls        | Nuls                   | Nuls        | Nuls        | 65           | 1,07         | 212         | 3,54        |
| Exprimés    | Exprimés               | Exprimés    | Exprimés    | 5 769        | 95,21        | 5 427       | 90,51       |

### Canton de Tarbes-1
| Candidats            | Candidats              | Partis      | Partis      | Premier tour | Premier tour | Second tour | Second tour |
| Candidats            | Candidats              | Partis      | Partis      | Voix         | %            | Voix        | %           |
| -------------------- | ---------------------- | ----------- | ----------- | ------------ | ------------ | ----------- | ----------- |
| 1                    | Frédéric Laval*        |             | PS          | 1 374        | 34,55        | 2 031       | 55,18       |
| 1                    | Virginie Siani Wembou* |             | PS          | 1 374        | 34,55        | 2 031       | 55,18       |
| 2                    | Hervé Charles          |             | FG          | 645          | 16,22        |             |             |
| 2                    | Marie-Pierre Vieu      |             | FG          | 645          | 16,22        |             |             |
| 3                    | Daniel Chardenoux      |             | DVD         | 1 076        | 27,06        | 1 650       | 44,82       |
| 3                    | Myriam Mendez          |             | UMP         | 1 076        | 27,06        | 1 650       | 44,82       |
| 4                    | Bruno Duchaussoy       |             | FN          | 882          | 22,18        |             |             |
| 4                    | Émilie Soria           |             | FN          | 882          | 22,18        |             |             |
|                      |                        |             |             |              |              |             |             |
| Inscrits             | Inscrits               | Inscrits    | Inscrits    | 9 402        | 100,00       | 9 402       | 100,00      |
| Abstentions          | Abstentions            | Abstentions | Abstentions | 5 246        | 55,8         | 5 337       | 56,76       |
| Votants              | Votants                | Votants     | Votants     | 4 156        | 44,2         | 4 065       | 43,24       |
| Blancs               | Blancs                 | Blancs      | Blancs      | 115          | 2,77         | 203         | 4,99        |
| Nuls                 | Nuls                   | Nuls        | Nuls        | 64           | 1,54         | 181         | 4,45        |
| Exprimés             | Exprimés               | Exprimés    | Exprimés    | 3 977        | 95,69        | 3 681       | 90,55       |
| * conseiller sortant |                        |             |             |              |              |             |             |

### Canton de Tarbes-2
| Candidats   | Candidats             | Partis      | Partis      | Premier tour | Premier tour | Second tour | Second tour |
| Candidats   | Candidats             | Partis      | Partis      | Voix         | %            | Voix        | %           |
| ----------- | --------------------- | ----------- | ----------- | ------------ | ------------ | ----------- | ----------- |
| 1           | Gilles Craspay        |             | UDI         | 1 792        | 42,36        | 2 376       | 58,78       |
| 1           | Andrée Doubrere       |             | UMP         | 1 792        | 42,36        | 2 376       | 58,78       |
| 2           | Olivier Monteil       |             | FN          | 748          | 17,68        |             |             |
| 2           | Oxana Pavelchuk       |             | FN          | 748          | 17,68        |             |             |
| 3           | Dominique Arberet     |             | PS          | 1 052        | 24,87        | 1 666       | 41,22       |
| 3           | Françoise Teillagorry |             | PS          | 1 052        | 24,87        | 1 666       | 41,22       |
| 4           | Rébecca Caley         |             | FG          | 638          | 15,08        |             |             |
| 4           | Pierre Domengès       |             | FG          | 638          | 15,08        |             |             |
|             |                       |             |             |              |              |             |             |
| Inscrits    | Inscrits              | Inscrits    | Inscrits    | 9 660        | 100,00       | 9 660       | 100,00      |
| Abstentions | Abstentions           | Abstentions | Abstentions | 5 230        | 54,14        | 5 235       | 54,19       |
| Votants     | Votants               | Votants     | Votants     | 4 430        | 45,86        | 4 425       | 45,81       |
| Blancs      | Blancs                | Blancs      | Blancs      | 100          | 2,26         | 194         | 4,38        |
| Nuls        | Nuls                  | Nuls        | Nuls        | 100          | 2,26         | 189         | 4,27        |
| Exprimés    | Exprimés              | Exprimés    | Exprimés    | 4 230        | 95,49        | 4 042       | 91,34       |

### Canton de Tarbes-3
| Candidats   | Candidats            | Partis      | Partis      | Premier tour | Premier tour | Second tour | Second tour |
| Candidats   | Candidats            | Partis      | Partis      | Voix         | %            | Voix        | %           |
| ----------- | -------------------- | ----------- | ----------- | ------------ | ------------ | ----------- | ----------- |
| 1           | Manuel Espejo        |             | FG          | 486          | 12,48        |             |             |
| 1           | Marie-José Sanchez   |             | FG          | 486          | 12,48        |             |             |
| 2           | Henri Lourdou        |             | EÉLV        | 272          | 6,98         |             |             |
| 2           | Izabelle Thinot      |             | EÉLV        | 272          | 6,98         |             |             |
| 3           | Michèle Pham-Baranne |             | PS          | 1 099        | 28,22        | 1 820       | 49,62       |
| 3           | Michaël Pinault      |             | PS          | 1 099        | 28,22        | 1 820       | 49,62       |
| 4           | Alexandre Goessens   |             | FN          | 720          | 18,49        |             |             |
| 4           | Élisabeth Marty      |             | FN          | 720          | 18,49        |             |             |
| 5           | Laurence Ancien      |             | UDI         | 1 318        | 33,84        | 1 848       | 50,38       |
| 5           | David Larrazabal     |             | UMP         | 1 318        | 33,84        | 1 848       | 50,38       |
|             |                      |             |             |              |              |             |             |
| Inscrits    | Inscrits             | Inscrits    | Inscrits    | 8 796        | 100,00       | 8 796       | 100,00      |
| Abstentions | Abstentions          | Abstentions | Abstentions | 4 699        | 53,42        | 4 771       | 54,24       |
| Votants     | Votants              | Votants     | Votants     | 4 097        | 46,58        | 4 025       | 45,76       |
| Blancs      | Blancs               | Blancs      | Blancs      | 113          | 2,76         | 187         | 4,65        |
| Nuls        | Nuls                 | Nuls        | Nuls        | 89           | 2,17         | 170         | 4,22        |
| Exprimés    | Exprimés             | Exprimés    | Exprimés    | 3 895        | 95,07        | 3 668       | 91,13       |

### Canton du Val d'Adour-Rustan-Madiranais
| Candidats   | Candidats           | Partis      | Partis      | Premier tour | Premier tour | Second tour | Second tour |
| Candidats   | Candidats           | Partis      | Partis      | Voix         | %            | Voix        | %           |
| ----------- | ------------------- | ----------- | ----------- | ------------ | ------------ | ----------- | ----------- |
| 1           | Yves Castellanos    |             | UMP         | 938          | 18,69        |             |             |
| 1           | Anne-Célina Schmit  |             | UMP         | 938          | 18,69        |             |             |
| 2           | Brigitte Buisan     |             | FN          | 1 207        | 24,05        | 1 515       | 31,2        |
| 2           | Paul Loncan         |             | FN          | 1 207        | 24,05        | 1 515       | 31,2        |
| 3           | Cathy Le Noac'h     |             | FG          | 647          | 12,89        |             |             |
| 3           | Charles Rocheteau   |             | FG          | 647          | 12,89        |             |             |
| 4           | Christiane Autigeon |             | PS          | 2 227        | 44,37        | 3 341       | 68,8        |
| 4           | Jean Guilhas        |             | PS          | 2 227        | 44,37        | 3 341       | 68,8        |
|             |                     |             |             |              |              |             |             |
| Inscrits    | Inscrits            | Inscrits    | Inscrits    | 9 469        | 100,00       | 9 470       | 100,00      |
| Abstentions | Abstentions         | Abstentions | Abstentions | 4 153        | 43,86        | 4 020       | 42,45       |
| Votants     | Votants             | Votants     | Votants     | 5 316        | 56,14        | 5 450       | 57,55       |
| Blancs      | Blancs              | Blancs      | Blancs      | 250          | 4,7          | 407         | 7,47        |
| Nuls        | Nuls                | Nuls        | Nuls        | 47           | 0,88         | 187         | 3,43        |
| Exprimés    | Exprimés            | Exprimés    | Exprimés    | 5 019        | 94,41        | 4 856       | 89,1        |

### Canton de la Vallée de l'Arros et des Baïses
| Candidats   | Candidats                   | Partis      | Partis      | Premier tour | Premier tour | Second tour | Second tour |
| Candidats   | Candidats                   | Partis      | Partis      | Voix         | %            | Voix        | %           |
| ----------- | --------------------------- | ----------- | ----------- | ------------ | ------------ | ----------- | ----------- |
| 1           | Aurore Artigue              |             | FG          | 858          | 14,54        |             |             |
| 1           | Philippe Lacoume            |             | FG          | 858          | 14,54        |             |             |
| 2           | Marie-Madeleine Grandpierre |             | FN          | 925          | 15,67        |             |             |
| 2           | Philippe Rouaix             |             | FN          | 925          | 15,67        |             |             |
| 3           | Camille Denagiscarde        |             | DVD         | 1 483        | 25,13        | 2 011       | 36,5        |
| 3           | Elisa Sabathier-panofré     |             | DVD         | 1 483        | 25,13        | 2 011       | 36,5        |
| 4           | Joëlle Abadie               |             | PS          | 2 636        | 44,66        | 3 498       | 63,5        |
| 4           | André Fourcade              |             | PRG         | 2 636        | 44,66        | 3 498       | 63,5        |
|             |                             |             |             |              |              |             |             |
| Inscrits    | Inscrits                    | Inscrits    | Inscrits    | 10 266       | 100,00       | 10 274      | 100,00      |
| Abstentions | Abstentions                 | Abstentions | Abstentions | 4 018        | 39,14        | 4 140       | 40,3        |
| Votants     | Votants                     | Votants     | Votants     | 6 248        | 60,86        | 6 134       | 59,7        |
| Blancs      | Blancs                      | Blancs      | Blancs      | 274          | 4,39         | 382         | 6,23        |
| Nuls        | Nuls                        | Nuls        | Nuls        | 72           | 1,15         | 243         | 3,96        |
| Exprimés    | Exprimés                    | Exprimés    | Exprimés    | 5 902        | 94,46        | 5 509       | 89,81       |

### Canton de la Vallée de la Barousse
| Candidats            | Candidats         | Partis      | Partis      | Premier tour | Premier tour | Second tour | Second tour |
| Candidats            | Candidats         | Partis      | Partis      | Voix         | %            | Voix        | %           |
| -------------------- | ----------------- | ----------- | ----------- | ------------ | ------------ | ----------- | ----------- |
| 1                    | Laurent Lages     |             | PRG         | 1 916        | 29           | 3 482       | 52,67       |
| 1                    | Pascale Peraldi   |             | PRG         | 1 916        | 29           | 3 482       | 52,67       |
| 2                    | Gérard Balestas   |             | FN          | 1 143        | 17,30        |             |             |
| 2                    | Nicole Kokot      |             | FN          | 1 143        | 17,30        |             |             |
| 3                    | Francis Casteran  |             | FG          | 584          | 8,84         |             |             |
| 3                    | Yvette Lesage     |             | FG          | 584          | 8,84         |             |             |
| 4                    | Catherine Corrège |             | UDI         | 566          | 8,57         |             |             |
| 4                    | Francis Soulès    |             | UMP         | 566          | 8,57         |             |             |
| 5                    | Josette Durrieu*  |             | PS          | 2 399        | 36,30        | 3 129       | 47,33       |
| 5                    | Alain Piaser      |             | PS          | 2 399        | 36,30        | 3 129       | 47,33       |
|                      |                   |             |             |              |              |             |             |
| Inscrits             | Inscrits          | Inscrits    | Inscrits    | 11 907       | 100,00       | 11 907      | 100,00      |
| Abstentions          | Abstentions       | Abstentions | Abstentions | 4 887        | 41,04        | 4 517       | 37,94       |
| Votants              | Votants           | Votants     | Votants     | 7 020        | 58,96        | 7 390       | 62,06       |
| Blancs               | Blancs            | Blancs      | Blancs      | 265          | 3,77         | 473         | 6,4         |
| Nuls                 | Nuls              | Nuls        | Nuls        | 147          | 2,09         | 306         | 4,14        |
| Exprimés             | Exprimés          | Exprimés    | Exprimés    | 6 608        | 94,13        | 6 611       | 89,46       |
| * conseiller sortant |                   |             |             |              |              |             |             |

### Canton de la Vallée des Gaves
| Candidats            | Candidats             | Partis      | Partis      | Premier tour | Premier tour | Second tour | Second tour |
| Candidats            | Candidats             | Partis      | Partis      | Voix         | %            | Voix        | %           |
| -------------------- | --------------------- | ----------- | ----------- | ------------ | ------------ | ----------- | ----------- |
| 1                    | Jacques Behague*      |             | UMP         | 2 054        | 28,64        | 3 082       | 44,8        |
| 1                    | Laurence Boileau      |             | UMP         | 2 054        | 28,64        | 3 082       | 44,8        |
| 2                    | Cécile Dulac          |             | PS          | 1 711        | 23,85        |             |             |
| 2                    | Alain Lescoules       |             | PS          | 1 711        | 23,85        |             |             |
| 3                    | Louis Armary          |             | PRG         | 2 460        | 34,3         | 3 797       | 55,2        |
| 3                    | Chantal Robin-Rodrigo |             | PRG         | 2 460        | 34,3         | 3 797       | 55,2        |
| 4                    | Alain Danet           |             | FG          | 949          | 13,23        |             |             |
| 4                    | Régine Flament        |             | FG          | 949          | 13,23        |             |             |
|                      |                       |             |             |              |              |             |             |
| Inscrits             | Inscrits              | Inscrits    | Inscrits    | 13 878       | 100,00       | 13 863      | 100,00      |
| Abstentions          | Abstentions           | Abstentions | Abstentions | 6 053        | 43,62        | 6 027       | 43,48       |
| Votants              | Votants               | Votants     | Votants     | 7 825        | 56,38        | 7 836       | 56,52       |
| Blancs               | Blancs                | Blancs      | Blancs      | 484          | 6,19         | 617         | 7,87        |
| Nuls                 | Nuls                  | Nuls        | Nuls        | 168          | 2,15         | 340         | 4,34        |
| Exprimés             | Exprimés              | Exprimés    | Exprimés    | 7 173        | 91,67        | 6 879       | 87,79       |
| * conseiller sortant |                       |             |             |              |              |             |             |

### Canton de Vic-en-Bigorre
| Candidats   | Candidats                    | Partis      | Partis      | Premier tour | Premier tour | Second tour | Second tour |
| Candidats   | Candidats                    | Partis      | Partis      | Voix         | %            | Voix        | %           |
| ----------- | ---------------------------- | ----------- | ----------- | ------------ | ------------ | ----------- | ----------- |
| 1           | Christine Grieco             |             | FN          | 1 115        | 21,66        |             |             |
| 1           | Philippe Masselin            |             | FN          | 1 115        | 21,66        |             |             |
| 2           | Isabelle Lafourcade          |             | DVG         | 1 598        | 31,04        | 2 804       | 55,71       |
| 2           | Bernard Poublan              |             | DVG         | 1 598        | 31,04        | 2 804       | 55,71       |
| 3           | Danielle Carcaillon          |             | FG          | 1 035        | 20,10        |             |             |
| 3           | Maurice Dussollier           |             | FG          | 1 035        | 20,10        |             |             |
| 4           | Anne-Laure Latrille-Larmitou |             | UMP         | 1 400        | 27,20        | 2 229       | 44,29       |
| 4           | Clément Menet                |             | UMP         | 1 400        | 27,20        | 2 229       | 44,29       |
|             |                              |             |             |              |              |             |             |
| Inscrits    | Inscrits                     | Inscrits    | Inscrits    | 9 650        | 100,00       | 9 650       | 100,00      |
| Abstentions | Abstentions                  | Abstentions | Abstentions | 4 173        | 43,24        | 4 035       | 41,81       |
| Votants     | Votants                      | Votants     | Votants     | 5 477        | 56,76        | 5 615       | 58,19       |
| Blancs      | Blancs                       | Blancs      | Blancs      | 218          | 3,98         | 388         | 6,91        |
| Nuls        | Nuls                         | Nuls        | Nuls        | 111          | 2,03         | 194         | 3,46        |
| Exprimés    | Exprimés                     | Exprimés    | Exprimés    | 5 148        | 93,99        | 5 033       | 89,63       |